# 松平忠明
松平 忠明（まつだいら ただあきら）は、安土桃山時代から江戸時代前期にかけての武将・大名。江戸幕府大政参与。三河国作手藩、伊勢国亀山藩、摂津国大坂藩、大和国郡山藩、播磨国姫路藩主。官位は従四位下・侍従、下総守。奥平松平家の祖。

## 生涯
天正11年（1583年）、徳川家の重臣・奥平信昌の四男として誕生。母は徳川家康の長女・亀姫（盛徳院）であり、家康の外孫にあたる。
天正16年（1588年）、家康の養子となり、松平姓を許された。初名は清匡（きよただ）。文禄元年（1592年）に兄・家治が死去したため、その家督を継いで上野国長根に7000石を与えられた。慶長4年（1599年）3月11日、叔父・徳川秀忠から「忠」の偏諱を受け忠明と名乗る。慶長5年（1600年）の関ヶ原の戦いでは父と共に徳川方として参加した。慶長7年（1602年）9月、三河作手藩主（1万7000石）となる。
慶長15年（1610年）7月27日、伊勢亀山藩5万石に加増移封され（作手はこれまで通り所領とする）、また同日には兄で美濃加納藩主奥平忠政にも4万石が加増された。慶長17年（1612年）3月26日に家康より石火矢12丁、大鉄砲12丁、鉄砲300丁、槍300本、弓、番具足数百が与えられた。
慶長19年（1614年）からの大坂冬の陣では、当初は本多忠政と共に伊勢国の諸大名を率いる予定だった。しかしこの軍令が駿府で発せられた同日、美濃国の諸大名を率いるはずの兄忠政が急逝する。加納からは父による代参陣もなく、兵だけが忠明の指揮下に遣わされ、忠明が替わりに美濃の諸将を率いて河内口方面の大将となった。忠明の動員兵力が伊勢亀山の所領分よりも異様に高かったのはこのためである。冬の陣中では船場に陣して仕寄の構築を行っており、12月14日には家康が忠明を召し出して仕寄構築の状況を報告させている。後に和議が豊臣家との間で結ばれると、家康の命令で大坂城外堀・内堀の埋め立て奉行を担当した。
慶長20年（1615年）からの大坂夏の陣では、冬の陣と同様に美濃国の諸大名を率いて大和路勢三番組大将として道明寺・誉田の戦い、天王寺・岡山の戦いに加わる。戦後、大坂の陣での戦功が考慮され、家康の特命により摂津大坂藩10万石の藩主となり、戦災復興にあたった。大坂の陣における忠明の戦功は特筆されるものでは無いが、冬の陣和議後の埋め立てを評価されたと見られる。家康に働きかけ千姫の侍女小督局をもらい受ける。
戦時の間に中断されていた運河開削が有志によって再開され、完成に至るとこれを賞した。この運河を道頓堀と名付けたと言われている。復興の手腕を高く評価する幕府によって、元和5年（1619年）に郡山藩12万石へ加増移封された。寛永3年（1626年）7月には従弟で3代将軍・徳川家光と共に上洛し、8月19日には従四位下・侍従に叙位・任官された。なお、郡山藩主時代には短期間、剣術の達人・荒木又右衛門が随身した。
寛永9年（1632年）1月30日、大御所秀忠の遺言で近江国彦根藩主・井伊直孝と共に家光の後見人（大政参与）に任じられ、寛永16年（1639年）3月3日には播磨姫路藩18万石に加増移封され西国探題と擬せられるなど、江戸幕府の宿老として睨みをきかせた。
寛永21年（1644年）3月25日、江戸藩邸で死去した。享年62。跡を長男・忠弘が継いだ。

## 事績
大坂統治時における忠明の事績とされる都市計画には主に以下のものなどが挙げられる。
1. 大坂城三の丸（慶長3年（1598年）秀吉晩年の工事＝大坂城第4期工事によって完成）の壊平と市街地開放
2. 京都伏見町人の大坂移住
3. 京町堀川・江戸堀川・道頓堀川の開削
4. 寺院および墓地の移転廃合
5. 元締衆の任命と市中町割の施行
6. 水帳の制定と町中の制度化

これらのうち、実際には忠明以降の幕府直轄領時代に実施された計画も多いが、その準備を含め、忠明は大坂都市計画史上特筆すべき業績を残したのである。
忠明は、豊臣時代に築かれた大坂を母体として、その支配機構を制度的に強化する一方、市街地の拡大を積極的に進めた。京町堀川・江戸堀川・道頓堀川の開削は、明らかに西横堀川から西のいわゆる「下船場（西船場）」地区と船場の南の「島之内」の開発を意図したものであった。
これは元和5年以降の幕府直轄領時代にも継続して進められ、阿波堀川・海部堀川・長堀川・立売堀川・薩摩堀川・安治川・堀江川・難波入堀川・高津入堀川などがつぎつぎと開削された。この結果、従来の上町（内町、東船場）・船場・天満に加えて、下船場・島之内・道頓堀・堀江・難波新地・西高津新地などの地区が町場化され、17世紀前半の寛永期（1624年 - 1644年）にはいわゆる「大坂三郷」が成立することになる。大坂三郷とは、一種の地域区分で「天満組」（天満）・「北組」（船場の北半）・「南組」（船場の南半と島之内）を指し、その後町場化された地区は適宜各組に分属された。各組には「惣会所」（近世大坂の惣年寄が詰めた役所）がおかれ、その下位組織である町々を統括したのである。
こうした市街地の拡大は、次に見るような商都大坂の発展と軌を一にしたものであったことは間違いないが、それと同時に徳川家によって行われた大坂城再築工事とも大きな関係があったことに注意しておく必要がある。
徳川家による大坂城再築工事は、松平忠明転封後の元和6年（1620年）より始められ、寛永5年（1628年）ごろに完成をみている。これは江戸城と同様、諸国の大名に労働力を軍役として徴発する「天下普請」で行われ、秀吉の大坂城のおよそ2倍の規模をめざした大がかりなものであった。こうした工事が大坂の市街化に拍車をかけたことは想像に難くない。

## 人物
- 秀忠より、将軍家に対して謀反発生の際には後事を託された。家光が将軍になると宿老として井伊直孝と共に幕政に参与した。
- 『当代記』を著した。『信長公記』を小瀬甫庵が大衆向けに脚色した『信長記』からの影響が認められる部分が多くあるなど、信憑性には不確かな部分も多い。
- 忠明が大坂の陣で帯刀したといわれる来国光（九州国立博物館蔵）は国宝指定されている[2]。

## 経歴
- 天正11年（1583年）：誕生
- 文禄元年（1592年）：家督相続、上野長根（7,000石）を継承
- 慶長5年（1600年）：関ヶ原合戦に参陣、従五位下下総守に任官
- 慶長7年（1602年）：三河作手藩（1万7,000石）に転封
- 慶長15年（1610年）：伊勢亀山藩（5万石）に転封
- 慶長19年（1614年）：大坂冬の陣に参陣
- 元和元年（1615年）：大坂夏の陣に参陣、摂津大坂藩（10万石）に転封
- 元和5年（1619年）：大和国郡山藩（12万石）（10月）に転封
- 寛永3年（1626年）：従四位下侍従に任官
- 寛永9年（1632年）：大政参与に任じられる
- 寛永16年（1639年）：播磨姫路藩（18万石）（3月3日）に転封
- 寛永21年（1644年）：死去（享年62）

## 系譜
父母
- 奥平信昌（実父）
- 亀姫（実母）
- 徳川家康（養父）

正室、継室
- 織田信包の娘（正室）
- 小出吉政の娘（継室）

側室
- 三好氏
- 小督局 - 藤本景昭の娘

子女
- 松平忠弘（長男）生母は三好氏（側室）
- 松平清道（次男）生母は三好氏（側室）
- 無垢子（長女） ー 鍋島忠直正室後に鍋島直澄正室、生母は小督局（側室）、鍋島光茂生母
- 梅子（次女） - 大久保忠職正室
- 通子（三女） - 四条隆術室、生母は織田信包の娘（正室）
- 犬子（四女） - 京極高供正室
- 韋子（五女） - 榊原清照室
- 萬子（六女） - 大沢尚親正室